# ورزشگاه جدید آرکانخل
وزشگاه نوئوو آرکانخل (به اسپانیایی: Estadio Nuevo Arcángel) با ظرفیت ۱۸٬۲۸۰ نفر یکی از ورزشگاه‌های فوتبال کشور اسپانیا است که در شهر قرطبه ایالت اندلس واقع شده‌است. این ورزشگاه در سال ۱۹۹۴ بازگشایی شد و در حال حاضر بازی‌های خانگی باشگاه فوتبال کوردوبا در آن برگزار می‌گردد.